# Walter Krupinski

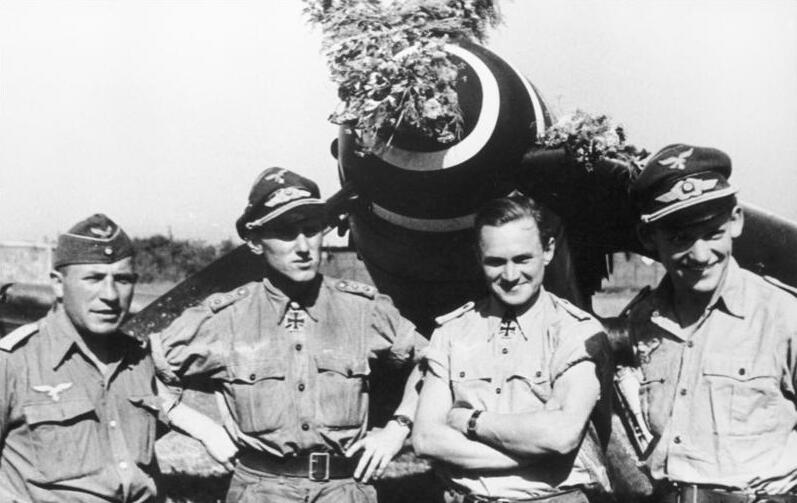
Walter Krupinski (drugi od prawej) obok Günthera Ralla, rok 1943 na Ukrainie

Walter Krupinski (ur. 11 listopada 1920 w Domnau w Prusach Wschodnich – obecnie Domnowo w obwodzie królewieckim, zm. 7 października 2000 w Neunkirchen-Seelscheid) – niemiecki as myśliwski z okresu II wojny światowej. Odniósł 197 zwycięstw powietrznych.
Od roku 1933 mieszkał w Braniewie przy Ritterstraße 7 (ul. 9 Maja), tam ukończył szkołę podstawową, gimnazjum i liceum. 1 września 1939 wstąpił do  Luftwaffe. Służbę zakończył w stopniu kapitana.
Po wojnie dostał się do amerykańskiej niewoli, zwolniony we wrześniu 1945 roku. Najważniejsze daty z powojennej kariery:
- 1952 – praca jako doradca (Berater) dla urzędu Amt Blank (poprzednik zachodnioniemieckiego ministerstwa obrony).
- 1956 – major w zachodnioniemieckim ministerstwie obrony.
- 1957 – zakończył w pierwszej grupie szkolenie dla pilotów odrzutowców w Anglii, a następnie został szefem (Kommodore) jednostki myśliwców bombardujących w Büchel.
- 1965 – praca w zachodnioniemieckim ministerstwie obrony.
- 1966 – generał brygady w Niemieckim Komando Szkoleniowym dla pilotów w stanie Teksas.
- 1969 – generał-major 3 dywizji powietrznej.
- 1976 – przeniesiony w stan spoczynku z powodu tzw. afery Rudla.

## Odznaczenia
- Krzyż Rycerski Krzyża Żelaznego z Liśćmi Dębu
  - Krzyż Rycerski – 29 października 1942
  - Liście Dębu (nr 415) – 2 marca 1944
- Krzyż Niemiecki w Złocie – 27 sierpnia 1942
- Krzyż Żelazny I Klasy
- Krzyż Żelazny II Klasy
- Order Zasługi Republiki Federalnej Niemiec
- Złota Odznaka za Rany
- Puchar Honoru Luftwaffe – maj 1942